# Страда деле Ризаје (Латина)
Страда деле Ризаје је насеље у Италији у округу Латина, региону Лацио.
Према процени из 2011. у насељу је живело 146 становника. Насеље се налази на надморској висини од 5 м.